# Bairro (álbum)
Bairro é um álbum de estúdio da cantora de fado portuguesa Raquel Tavares. 

Foi lançado em 2008 pela editora Movieplay.
O tema "Rosa da Madragoa" a ser escolhido para primeiro single.
Contém 13 faixas, entre originais e versões.
Existe uma edição especial limitada que fecha com uma faixa extra, "Ardinita", com um DVD, de 60 minutos, realizado por Aurélio Vasques e Ana Rocha de Sousa onde é possível encontrar um concerto gravado nos Estúdios Namouche, em Lisboa, e com entrevistas a Raquel Tavares e a Diogo Clemente, o produtor deste álbum.

## Faixas
CD
1. "Lisboa, meu amor, Lisboa" (Diogo Clemente/Armando Machado (Fado Marana))
2. "Outra boa noite" (Diogo Clemente (Fado Diogo))
3. "Rosa da Madragoa" (João da Conceição Dias/Mário Moniz Pereira) [3]
4. "Saída (Fim do fim)" (Diogo Clemente/Jaime Tiago dos Santos (Fado do Alvito))
5. "Madrugadas serenas" (Helder Moutinho/Raul Portela (Fado Magala))
6. "Sofrendo da alma" (Guilherme Banza)
7. "A nudez do meu fado" (Mário Rainho/Armando Augusto Freire (Armandinho) (Fado Alexandrino do Estoril))
8. "Lua de Maio" (Jorge Fernando)
9. "Ouve Lisboa" (Vasco de Lima Couto/Nuno Nazareth Fernandes)
10. "Tia Dolores" (João Linhares Barbosa/José António Guimarães Serôdio (Sabrosa ) (Fado Tia Dolores))
11. "Que seja amor" (Diogo Clemente)
12. "Fala da mulher sozinha" (Eduardo Olímpio/Paco Bandeira)
13. "Lisboa garrida" (Fernando Peres/Jorge Barradas)
14. "Ardinita" Faixa Extra (João Linhares Barbosa/Popular (Fado Corrido))

DVD
1. Vivo (Live)

2. Entrevista (Interview)

3 Canções (Songs)

3.1 "Que seja amor"

3.2 "Rosa da Madragoa"

3.3 "Madrugadas serenas"

3.4 "Fala da mulher sozinha"

3.5 "Sofrendo da alma"

3.6 "Tia Dolores"

3.7 "Ardinita"

4. Genérico